# Nickelin (Mineral)
Nickelin, auch unter den veralteten bergmännischen Bezeichnungen Kupfernickel oder Rotnickelkies bekannt, ist ein eher selten vorkommendes Mineral aus der Mineralklasse der „Sulfide und Sulfosalze“ mit der chemischen Zusammensetzung NiAs und ist damit chemisch gesehen Nickelarsenid. Als enge Verwandte der Sulfide werden die Arsenide in dieselbe Klasse eingeordnet.
Nickelin kristallisiert im hexagonalen Kristallsystem, entwickelt aber nur selten deutliche Kristallformen mit gestreiften Oberflächen. Häufiger tritt er in Form von traubigen, dendritischen oder körnigen bis massigen Aggregate auf. Frische Mineralproben sind von heller kupferrosa bis -roter Farbe und zeigen auf den Oberflächen einen metallischen Glanz. An der Luft läuft das Mineral allerdings nach einiger Zeit grau bis schwarz an. Seine Strichfarbe ist dagegen hellbräunlichschwarz.

## Etymologie und Geschichte
Als Kupfernickel bzw. Koppernickel (schwedisch kopparnickel) wurde früher im mittelalterlichen Erzgebirge ein wie Kupfererz aussehendes Material bezeichnet, aus dem sich aber kein Kupfer gewinnen ließ, als sei es von Berggeistern bzw. Bergwerksdämonen (Nickeln) behext, weswegen es die Bergleute auch Teufelskupfer nannten. Eine der frühesten Erwähnung des Minerals findet sich im 1694 verfassten Mineralogiebuch des Schweden Urban Hjärne.
Erst 1751 gelang es Axel Frederic Cronstedt, aus dem Kupfernickel ein reines Metall darzustellen, das er der Überlieferung entsprechend Nickel nannte. Die Namen für Cobalt (Kobold) und Wolfram haben ähnliche Hintergründe. Das Nickel selber wird wiederum mit Kupfer als Kupfernickel verwendet, etwa in antiken Münzen und in Euromünzen.
Die bergmännische Bezeichnung Rotnickelkies ist unter anderem 1839 durch Ernst Friedrich Glocker (1793–1858) überliefert und bezieht sich auf die typische Farbe des Minerals, seinen Nickelgehalt und der Zuordnung zur veralteten Mineralklasse der "-kiese"; einer Gruppe verwandter Minerale mit starkem Metallglanz, aber im Gegensatz zu den "-glanzen" größeren Härte.
Seinen bis heute gültigen und von der International Mineralogical Association (IMA) offiziell 1967 anerkannten Mineralnamen Nickelin (im Englischen und Französischen mit angehängtem ‚e‘) prägte 1832 François Sulpice Beudant.
In der englischsprachigen Literatur ist das Synonym Niccolite verbreitet und entstand aus dem lateinischen Begriff Niccolum für Nickel.
Im übertragenen Sinne dient Kupfernickel bzw. Koppernickel auch als Ausdruck für etwas, das nicht das enthält was sein Anschein verspricht. So etwa habe der österreichisch-amerikanische Mathematiker, Astronom und Forscher auf dem Gebiet der Geschichte der Astronomie Otto E. Neugebauer (1899–1990) den preußischen Astronomen Nicolaus Copernicus (Niklas Koppernigk, 1473–1543) für überbewertet gehalten und als Koppernickel bezeichnet.

## Klassifikation
Bereits in der veralteten 8. Auflage der Mineralsystematik nach Strunz gehörte der Nickelin zur Mineralklasse der „Sulfide und Sulfosalze“ und dort zur Abteilung „Sulfide mit M : S = 1 : 1“, wo er gemeinsam mit Achávalit, Breithauptit, Freboldit, Jaipurit, Kotulskit, Langisit, Pyrrhotin, Sederholmit, Smythit und Troilit in der „NiAs-Reihe“ mit der Systemnummer II/B.09a steht.
In der zuletzt 2018 überarbeiteten Lapis-Systematik nach Stefan Weiß, die formal auf der alten Systematik von Karl Hugo Strunz in der 8. Auflage basiert, erhielt das Mineral die System- und Mineralnummer II/C.20-020. Dies entspricht ebenfalls der Abteilung „Sulfide mit dem Stoffmengenverhältnis Metall : S S,Se,Te ≈ 1 : S 1“, wo Nickelin zusammen mit Breithauptit, Cherepanovit, Freboldit, Hexatestibiopanickelit (nicht anerkannt), Kotulskit, Langisit, Polarit, Ruthenarsenit, Sederholmit, Sobolevskit, Sorosit, Stumpflit, Sudburyit, Vavřínit und Wassonit die „Nickelingruppe“ mit der Systemnummer II/C.20 bildet.
Auch die von der International Mineralogical Association (IMA) zuletzt 2009 aktualisierte 9. Auflage der Strunz’schen Mineralsystematik ordnet den Nickelin in die Abteilung „Metallsulfide, M : S = 1 : 1 (und ähnliche)“ ein. Diese ist allerdings weiter unterteilt nach den in der Verbindung vorherrschenden Metallen. Das Mineral ist hier entsprechend seiner Zusammensetzung in der Unterabteilung „mit Nickel (Ni), Eisen (Fe), Cobalt (Co) usw.“ zu finden, wo es zusammen mit Achávalit, Breithauptit, Freboldit, Hexatestibiopanickelit, Jaipurit, Kotulskit, Langisit, Sederholmit, Sobolevskit, Stumpflit, Sudburyit, Vavřínit und Zlatogorit die „Nickelingruppe“ mit der Systemnummer 2.CC.05 bildet.
In der vorwiegend im englischen Sprachraum gebräuchlichen Systematik der Minerale nach Dana hat Nickelin die System- und Mineralnummer 02.08.11.01. Das entspricht ebenfalls der Klasse der „Sulfide und Sulfosalze“ und dort der Abteilung „Sulfidminerale“. Hier findet er sich innerhalb der Unterabteilung „Sulfide – einschließlich Seleniden und Telluriden – mit der Zusammensetzung AmBnXp, mit (m+n) : p = 1 : 1“ in der „Nickelingruppe (Hexagonal: P63/mmc)“, in der auch Breithauptit, Sederholmit, Hexatestibiopanickelit, Sudburyit, Kotulskit, Sobolevskit, Stumpflit, Langisit, Freboldit, Achávalit, Sorosit und Vavřínit eingeordnet sind.

## Chemismus
Die idealisierte (theoretische) Zusammensetzung von Nickelin (NiAs) besteht aus Nickel (Ni) und Arsen (As) mit dem Stoffmengenverhältnis von 1 : 1, was einem Massenanteil (Gewichts-%) von 43,93 % Ni und 56,07 % As entspricht.
In natürlichen Nickelinproben kann allerdings bis zu einem Prozent des Nickel durch Eisen und bis zu 2,9 % Arsen kann durch Schwefel und Antimon (bis knapp 30 %) diadoch (gleichwertig) ersetzt sein.
Bei über 600 °C bildet Nickelin mit Millerit (NiS) eine lückenlose Mischkristallreihe.

## Kristallstruktur

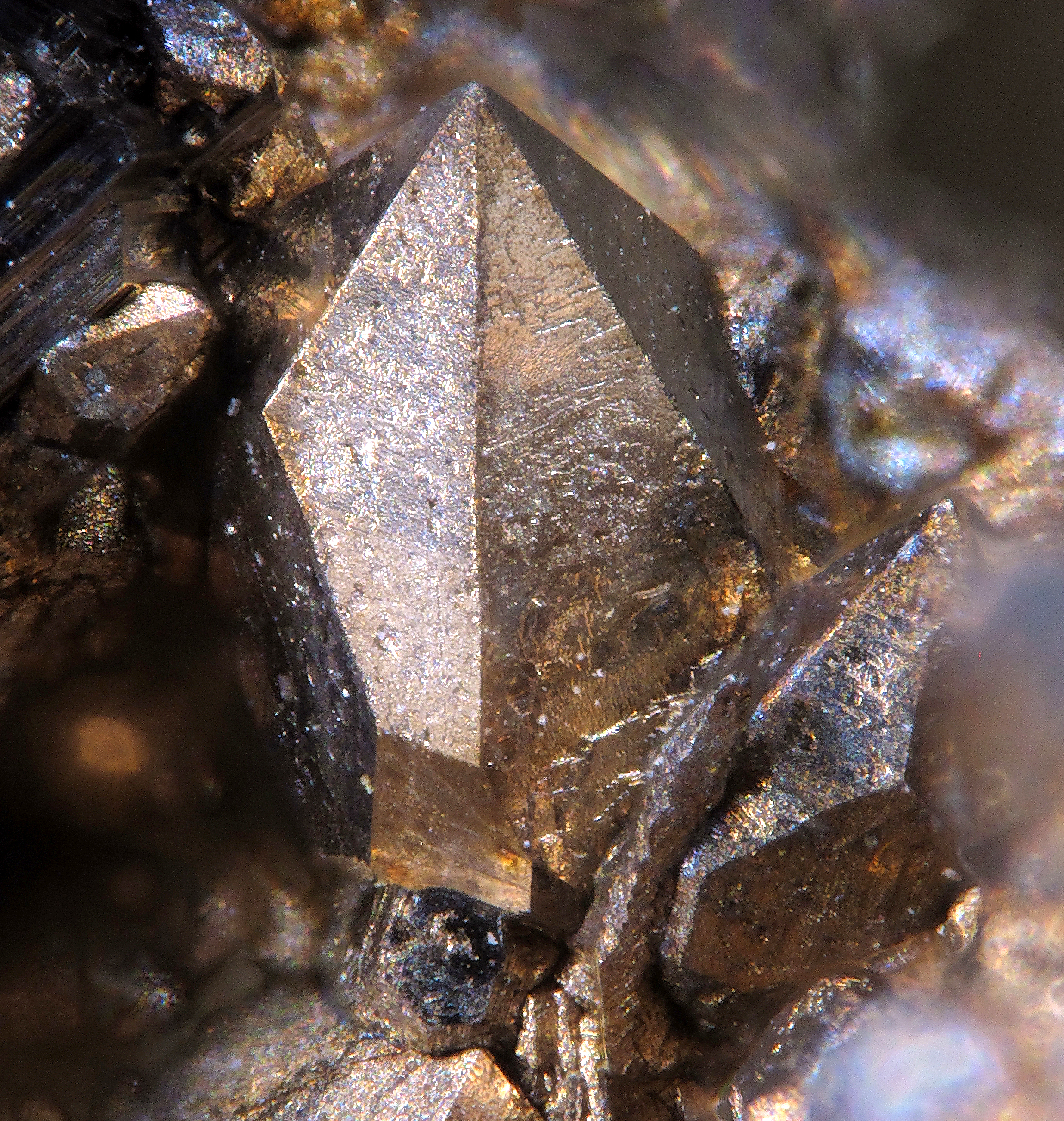
Nickelinkristall mit deutlich sichtbarer hexagonal-pyramidaler Kristalltracht

Nickelin kristallisiert hexagonal in der Raumgruppe P63/mmc (Raumgruppen-Nr. 194) mit den Gitterparametern a = 3,61 Å und c = 5,02 Å sowie zwei Formeleinheiten pro Elementarzelle.
Detaillierte Beschreibung siehe Nickelarsenid-Struktur.

## Eigenschaften

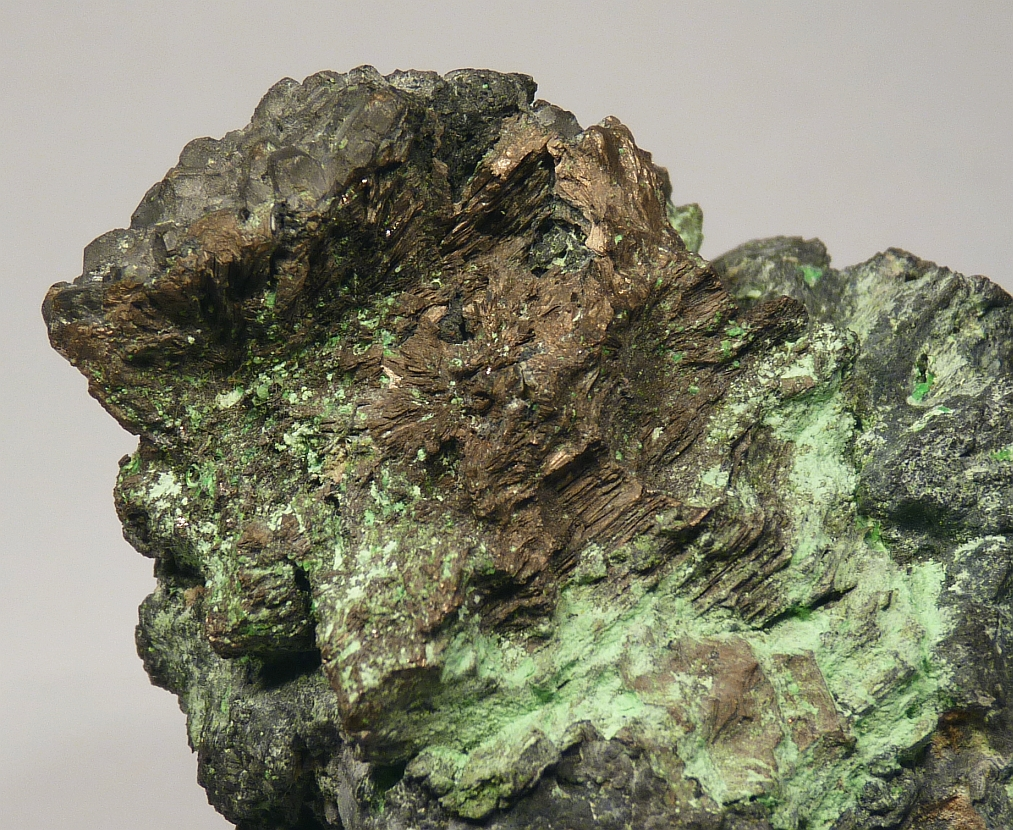
Nickelin mit grüner Annabergit-Kruste aus Schwarzenberg im Erzgebirgskreis

Sein Nickelgehalt verrät sich häufig durch die grünliche Färbung seiner Oxidationshaut (Nickelarsenat, Annabergit) im Gegensatz zu den rötlichen Ausblühungen der gewöhnlich mit ihm brechenden Kobalterze. Diese Erzgemenge bilden meist Gänge, seltener Lager und Nester in den azoischen und den älteren Sedimentformationen (besonders im Perm) und werden gleichzeitig auf Kobalt und Nickel verarbeitet.
Nickelin ist sehr beständig und löst sich nur in starken Säuren wie Königswasser (Gemisch aus Salz-HCl und Salpetersäure HNO3) oder „Piranha-Lösung“ (Gemisch aus Schwefelsäure H2SO4 und Wasserstoffperoxid H2O2) sowie einem Gemisch aus Kaliumpermanganat (KMnO4) und Schwefelsäure.
Unter dem Auflichtmikroskop zeigt Nickelin ein hohes Reflexionsvermögen in weißer Farbe mit einem deutlichen Stich nach Gelbrosa. Der Farbton ist weniger satt als beim Nickelantimonid Breithauptit, aber stärker als beim Nickelarsenid Maucherit. Auch Reflexionspleochroismus und Anisotropie-Effekte sind beim Nickelin sehr hoch. In Luft erscheint die Mineralfarbe je nach Richtung des auftreffenden Lichts hell weißgelb-rosa (ω) oder lichtbraunrosa (ε) und in Öl weißrosa (ω) oder dunkelbraunrosa (ε). Lebhafte Farbeffekte treten bereits bei geringster Drehung im Analysator auf.

## Bildung und Fundorte
Nickelin bildet sich überwiegend aus hydrothermalen Lösungen in einem relativ niedrigen Temperaturbereich (meso- bis epithermal) zwischen 300 und 100 °C in Ganglagerstätten und formt hier wichtige Nickelerz-Lagerstätten. Daneben findet sich das Mineral in magmatischen Gesteinen wie serpentinisierten und Ultrabasiten wie beispielsweise in der Chrom-Nickel-Grube La Gallega bei Ojén in der spanischen Provinz Málaga.
Als Begleitminerale können je nach Fundort unter anderem gediegen Bismut, Silber und Arsen sowie deren Sulfide und Verwandte wie unter anderem Bismuthinit, Breithauptit, Gersdorffit, Maucherit, Michenerit, Nickelskutterudit, Safflorit, Skutterudit und Rammelsbergit auftreten.
Als eher seltene Mineralbildung kann Nickelin an verschiedenen Fundorten zum Teil zwar reichlich vorhanden sein, insgesamt ist er aber wenig verbreitet. Weltweit sind bisher knapp 580 Fundorte dokumentiert (Stand: 2020).
Die wichtigsten Fundorte Deutschlands sind unter anderem das Richelsdorfer Gebirge in Hessen, Bieber am westlichen Abhang des Spessart, Saalfeld in Thüringen, Schneeberg in Sachsen, Wolfach im Schwarzwald, das Mansfelder Kupferschiefer-Revier (z. B. Eisleben, Hettstedt, Sangerhausen) und Wolfshagen im Harz. Bekannt aufgrund außergewöhnlicher Nickelinfunde ist zudem Pöhla (Schwarzenberg) im Erzgebirge, wo Kristalle mit bis zu 1,5 cm Durchmesser entdeckt wurden.
In Österreich fand sich Nickelin unter anderem in einem Serpentinit-Steinbruch bei Griesserhof in der Kärntner Gemeinde Micheldorf sowie in mehreren Gruben im Salzburger Bezirk Zell am See und den Steiermarker Bezirken Leoben und Liezen.
In der Schweiz sind bisher mit dem Turtmanntal und der Gemeinde Ayer (Val d’Anniviers) im Kanton Wallis sowie zwei Fundpunkten im Kanton Aargau nur wenige Fundorte dokumentiert.
Weitere Fundorte liegen unter anderem in Ägypten, Albanien, Argentinien (Jaguel, Jujuy, La Rioja), Äthiopien, Australien (New South Wales, Tasmanien), Bolivien, Brasilien (Minas Gerais), Bulgarien, China (Guangxi, Xinjiang), Finnland (Lapland), Frankreich (Grand Est, Okzitanien), Ghana, Griechenland, Grönland (Kujalleq), Indien (Odisha), Irak, Iran (Isfahan), Irlan, Italien (Lombardei, Piedmont, Sardinien), Japan (Iwate), Kanada (Nordwest-Territorien, Ontario, Québec, Saskatchewan), der Demokratischen Republik Kongo, Kasachstan, im Kosovo, in Mauretanien, Mexiko, Marokko (Drâa-Tafilalet), der Mongolei, Niger, Norwegen (Agder, Telemark), im Oman, auf Osttimor, Polen (Niederschlesien), Portugal, Rumänien (Caraş-Severin), Russland (Krasnojarsk, Murmansk, Swerdlowsk, Tscheljabinsk), Schweden (Västerbotten), Serbien, Simbabwe, Slowakei, Spanien (Andalusien, Katalonien), Südafrika (Mpumalanga, Ostkap), Südkorea, Tadschikistan, Tansania, Tschechien (Böhmen und Mähren), Türkei, der Ukraine (Odessa), Ungarn, Usbekistan, im Vereinigten Königreich (England, Schottland), den Vereinigten Staaten von Amerika (Colorado, Kalifornien, Nevada) und in Vietnam.